# Культура времён Апокалипсиса
«Культура времён Апокалипсиса» (англ. Apocalypse Culture) — книга под редакцией американского публициста Адама Парфрея. Представляет собой сборник статей, интервью и документов, исследующих различные маргинальные аспекты современной культуры: эстетический нигилизм, деструктивные культы, экстремальное насилие, сексуальные девиации, теории заговоров, крайние формы национализма и т. п. Впервые опубликована в 1987 году, дважды переиздавалась (1990, 2001), а в 2000 году вышел сиквел «Культура времён Апокалипсиса II». На русском языке обе книги были выпущены под одной обложкой издательством «Ультра.Культура» в 2005 году (ISBN 5-9681-0022-2).
1 июля 2006 г. в связи с включением в него эссе Дэвида Вударда Кетаминовая некромантия:288–295, все печатные экземпляры антологии были конфискованы российскими властями и сожжены. Впоследствии электронная версия русского издания стала общедоступной.

## Содержание
Ниже следует список глав русскоязычного издания книги с кратким описанием их содержания.
- Адам Парфрей. Джи Джи Аллин: Портрет врага.
- Адам Парфрей. Эстетический терроризм.
- Пол Лемос. Интервью с Питером Сотосом, издателем журнала Pure.
- Шизофренический ответ сумасшедшему миру. Выдержки из 700-страничного письма Джеймса Ван Клива, больного шизофренией.
- Дэвид Пол. Человек-машина.
- Лаура Уиткомб (по материалам Джона Аэс-Нигила). Мел Лайман: Божественное бытие.
- Р. Н. Тэйлор. Церковь Процесса: из личного опыта.
- Мишель Хэндельман и Монте Казазза. Заговор хлопьев для завтрака против развивающегося разума.
- Адам Парфрей. От знака зверя к феномену чернокожего Мессии: Хроники Рона Дж. Стила, пытливого журналиста и автора пророчеств.
- Кристиан Шапиро. Сатори и порнография: Канонизация через деградацию.
- Тим О’Нил. Кто правит миром? Архетип мирового правителя и процесс всеобщего возрождения.
- Грегори Крупи. Правые христиане, сионизм и наступление Пентехолокоста.
- Тим О’Нил. История мести и убийства в тайных обществах.
- Джеймс Шелби Даунард. Призыв к Хаосу: От Адама до атома Дорогой мертвеца.
- Человекосвиньи.
- Колин Уилсон. Странное преступление Иссея Сагавы.
- Придонный обжора.
- Джордж ЛяМорт. Из колыбельки в кастрюльку. Девять кулинарных рецептов по приготовлению блюд из младенцев и детей.
- Стив Спир. Из страха перед маленькими человечками.
- Майкл Мойнихэн и Марко Деплано. Сын новой морали, погубившей столь многих во время своего становления.
- Майкл А. Хоффман II. Козёл отпущения: Тед Качинский, ритуальное убийство и призывание катастрофы.
- Джеймс Шелби Даунард. Америка, парад одержимых.
- Род Дикинсон. Воссоздание Джонстауна.
- Отчёт, найденный в Джонстауне после массовых смертей.
- Сондра Ландон. Игра в убийство.
- Адам Парфрей. Джо alt.true.crime.
- Письмо Джо к серийному убийце Дэнни Роллингу.
- Письмо Дэнни Роллинга.
- Уважаемый Сатана!
- Адам Парфрей. Порнография романтики.
- Письма и поэмы, посланные Джоди Фостер Джоном Хинкли, использованные в качестве улики в суде над ним по делу о покушении на президента Рейгана.
- Роберт Стерлинг. Сексуальные рабы дядюшки Ронни.
- Ритуальные издевательства. Полицейский список психологических, физических и сексуальных издевательств, якобы практикуемых в сатанинских сектах.
- Новые друзья Сето. Иллюстрации из книги для детей, пропагандирующей похищения инопланетянами.
- Личная зона. Выдержки из книги 1982 года, обучающей детей давать отпор сексуальным домогательствам.
- Крис Кэмпион. Педофилия и нравственное благочестие. «Данбланский убийца» Томас Уотт Гамильтон и его предшественники. Педофилия и борьба с ней: современное состояние.
- Питер Сотос. Прайм-тайм.
- Закон о запрещении детской порнографии от 1995 года. Текст закона и отчёт о заседании конгресса США.
- Гази Баракат. Последние великие эстетические табу.
- Дэвид Вудард. Кетаминовая некромантия.
- Адам Парфрей. Живая Кукла.
- Джордж Петрос. Новый гермафродит.
- МакСмерть: Сатанинские Повелители Тьмы.
- Высокотехнологичные маркетинговые исследования.
- Уэс Томас. Проект Голубой Луч: электронное Второе Пришествие.
- Прощай, мисс Америкэн Пай, как поют Арийские Нации.
- Дэвид Середа. Хватаясь за ноги Иисуса.
- Адам Парфрей. Иисус/Люцифер, Санта/Сатана: Апокалиптические притчи Норберта Кокса.
- Адам Парфрей. Истекающий кровью.
- Дэвид и Гитлер отправляются на планету Марс.
- Криспин Хеллион Гловер. Что это такое?
- Ирв Рубин. Никогда больше!
- Адам Парфрей. Евреи за Гитлера.
- Доктор С. Иппс. Были ли белые выведены Якубом с помощью искусственного отбора?
- Доктор Фрэнсис Кресс Уэлсинг. Война шаров (из «Папирусов Изиды»).
- Кадмон. Коричневая магия.
- Фекальный чародей.
- Сортирные деликатесы.
- Адам Парфрей. Мистер Трепет доказывает, что каждый человек — это звезда.
- Николас Кло. Манифест вампира.
- Пенти Линкола. Человеческий паводок.
- Тед Качинский. Корабль дураков.